# Szalagos gyümölcskotinga
A szalagos gyümölcskotinga (Pipreola arcuata) a madarak osztályának verébalakúak (Passeriformes) rendjébe és a kotingafélék (Cotingidae) családjába tartozó faj.

## Rendszerezése
A fajt Frédéric de Lafresnaye francia ornitológus írta le 1843-ban, az Ampelis nembe Ampelis arcuata néven.

## Alfajai
- Pipreola arcuata arcuata (Lafresnaye, 1843)
- Pipreola arcuata viridicauda Meyer de Schauensee, 1953[2]

## Előfordulása
Bolívia, Kolumbia, Ecuador, Peru és Venezuela területén honos. A természetes élőhelye a szubtrópusi vagy trópusi hegyi esőerdők. Állandó, nem vonuló faj.

## Megjelenése
Testhossza 23 centiméter, testtömege 112–128 gramm.

## Életmódja
Gyümölcsökkel táplálkozik.